# 弗里德黑尔姆·丰克尔
弗里德黑尔姆·丰克尔（德語：Friedhelm Funkel，1953年12月10日—）是一位德国前足球运动员及现任足球教练，自2016年3月起执教于当时仍身处德乙联赛的俱乐部福尔图娜杜塞尔多夫，并于2017-18赛季率队成功升入德甲。

## 球员生涯
在完成批发贸易从业人员的职业培训后，丰克尔自1973年起在乌丁根05开始了自己的职业生涯。从1980年至1983年间，这位拥有出色进球能力的中场曾在凯泽斯劳滕效力，然后又返回克雷费尔德。他作为球员所取得的最大成就是代表乌丁根05在1985年德国足协杯决赛中以2比1击败拜仁慕尼黑，从而捧得德国足协杯。经过320场德甲比赛并射入83球后，丰克尔于1990年在乌丁根结束了自己的球员生涯。其代表乌丁根参加的254场德甲比赛和59个入球至今仍是该俱乐部的最高纪录。此外，他也曾于1974-75赛季和1976-1979赛季期间代表乌丁根参加过152场德乙联赛并射入66球。
从1981年3月31日至9月22日，丰克尔曾代表德国B队出场4次，并于5月21日在不来梅以3比0战胜爱尔兰的比赛中射入自己唯一的国际比赛入球。

## 执教生涯
在球员生涯末期，丰克尔便以球员兼教练身份主持家乡球队诺伊斯的日常训练。至1990-91赛季末，他在德甲尚余两轮比赛的情况下正式出任乌丁根05主教练。随着这支克雷费尔德俱乐部先后于1991年、1993年和1996年降入德乙，他都能两次率队立即重返德甲（1992年、1994年）。而在经历了1996年的降级之后，丰克尔转投德乙俱乐部杜伊斯堡。
1996年4月8日，丰克尔作为汉斯·邦加茨的继任者，在杜伊斯堡展开执教工作。随后不久，他便率队成功升入德甲，并连续三个赛季保级成功。1998年，他的球队甚至进入了德国足协杯决赛，却以1比2不敌拜仁慕尼黑。杜伊斯堡于1999-2000赛季的表现则不尽如人意；当丰克尔的球队跌落积分榜末席，他于2000年3月24日离任。]
2000年9月19日，丰克尔接掌了当时排名尚处于降级区的德甲球队汉莎罗斯托克。在他的管理下，罗斯托克在当季德甲提前三轮保级成功。至2001-02赛季，其胞弟沃尔夫冈·丰克尔亦被聘为球队的助理教练，但在经历了前半程的低迷表现后，两兄弟于2001年12月1日双双遭到解雇。
2002年2月14日，丰克尔出任德甲球队科隆的主教练。尽管战绩良好（主场保持不败），他却无法阻止科隆历史上第二次降入德乙。但他仍能够率队在2002-03赛季立即重返德甲。此后由于表现不佳，丰克尔2003年10月30日辞任科隆主教练。
丰克尔于2004-05赛季初期接过德乙球队和睦法兰克福的教鞭；并成功率队升入德甲。随后一个赛季，法兰克福在德甲以第14名完赛，同时还进军了2006年德国足协杯决赛，但以0比1不敌拜仁慕尼黑。这是丰克尔自1998年（率杜伊斯堡）以来作为主教练参加的第二场足协杯决赛，当时的对手同样为拜仁慕尼黑。由于拜仁直接获得了欧洲冠军联赛的参赛权，法兰克福得以以杯赛亚军身份参加2006-07赛季欧洲联盟杯。尽管表现不错，但他们未能从分组赛中突围。法兰克福在2006-07赛季德甲再度以第14名完赛，并闯入了德国足协杯的半决赛。2007-08赛季则以第9名完赛，使之成为丰克尔在执教生涯中最成功的排位。由于在2008-09赛季下半程的表现不佳，丰克尔于赛季末受到了媒体的广泛批评，而球迷也在主场比赛中发出将其解雇的呼声，丰克尔遂向俱乐部申请提前终止原本应于2010年6月30日届满的合同。俱乐部同意了他的请求。凭借五个完整的赛季任期，芬克尔与埃里希·里贝克并列成为法兰克福队史上任教时间最长的主教练。
2009年10月3日，丰克尔成为柏林赫塔的主教练，他是接替了不久前刚被解职的吕西安·法夫尔。至2010年5月，排名积分垫底而降级的俱乐部宣布，它们将不会延长与丰克尔在赛季末到期的合同。
至2010-11赛季，丰克尔又接过同样从德甲降级的球队波鸿的教鞭。波鸿在他的率领下以第三名完赛，并获得了参加升级附加赛的资格，却以1比2的总比分不敌普鲁士门兴格拉德巴赫。丰克尔于2011年9月14日在赛季仍进行期间辞职。当时波鸿连续4场比赛失利，在七轮过后位居积分榜第17名。在离任仅五天后，丰克尔便于2011年9月19日获得新工作，接任阿勒曼尼亚亚琛的主教练并签订了一份期至2013年的合同。然而，在亚琛经历了五连败且身处直接降级区后，丰克尔于2012年4月1日遭到解雇。
截至2011年5月，丰克尔作为球员和教练共参加了超过1100场德甲和德乙比赛，成为德国职业联赛参赛场次最多的纪录保持者。
从2013年9月起，丰克尔出任慕尼黑1860主教练。尽管俱乐部和丰克尔于2014年3月便宣布将在赛季末分手，丰克尔还是于4月初便在主场以0比3不敌卡尔斯鲁厄后便被提前解雇。他的继任者是马库斯·冯·阿伦。
自2016年3月中旬起，丰克尔接替马库斯·库尔茨担当德乙俱乐部福尔图娜杜塞尔多夫主教练。他于2018年4月28日成功率队升入德甲。